# Neuer Marstall
 (février 2024).
Si vous disposez d'ouvrages ou d'articles de référence ou si vous connaissez des sites web de qualité traitant du thème abordé ici, merci de compléter l'article en donnant les références utiles à sa vérifiabilité et en les liant à la section « Notes et références ».
Le Neuer Marstall est un bâtiment historique situé à Berlin, en Allemagne. Initialement conçu et utilisé comme écuries royales, il a depuis été transformé pour servir diverses fonctions au fil des ans. Situé à proximité de nombreux sites emblématiques de Berlin, le Neuer Marstall joue un rôle important dans l'histoire architecturale et culturelle de la ville.

## Localisation
Situé au cœur de Berlin, près de la Spree et en face de l'île aux Musées, le Neuer Marstall est facilement accessible au public.

## Histoire
Construit à la fin du XIXe siècle et au début du XXe siècle, le Neuer Marstall était à l'origine destiné à accueillir les chevaux et les calèches de la famille royale prussienne. L'architecture du bâtiment reflète les styles néo-renaissance et néo-baroque, populaires à l'époque, et témoigne de l'importance accordée à la représentation et à la magnificence dans la construction royale.

## Architecture
Le Neuer Marstall est remarquable pour son extérieur élaboré, avec des façades ornées de sculptures, de frises et d'autres éléments décoratifs. L'intérieur du bâtiment, bien que réaménagé pour différentes utilisations au fil du temps, conserve une partie de son caractère historique avec des éléments d'origine comme des escaliers en pierre et des voûtes.

## Utilisations actuelles
Après avoir servi de quartier général à diverses institutions et organisations au cours du XXe siècle, le Neuer Marstall a été rénové et adapté à de nouveaux usages. Aujourd'hui, il abrite des espaces pour des événements culturels, des expositions, ainsi que des bureaux pour des institutions académiques et des organisations non gouvernementales. Ces réaménagements ont contribué à intégrer le bâtiment dans le tissu urbain contemporain de Berlin, tout en préservant son héritage historique.
Le Neuer Marstall est un témoignage de l'évolution de Berlin et de l'Allemagne, de l'ère impériale à nos jours. Il représente non seulement un exemple important de l'architecture de son époque, mais sert également de lieu pour la promotion de la culture, de l'éducation et du dialogue social dans la ville moderne.